# Chiredzi
Chiredzi est une ville du Zimbabwe située dans la province de Masvingo. Sa population est estimée à 29 565 habitants en 2007.

## Source
- (en) Cet article est partiellement ou en totalité issu de l’article de Wikipédia en anglais intitulé « Chiredzi » (voir la liste des auteurs).